# Пеликан Беј (Тексас)
Пеликан Беј (енгл. Pelican Bay) град је у америчкој савезној држави Тексас. По попису становништва из 2010. у њему је живело 1.547 становника.

## Демографија
Према попису становништва из 2010. у граду је живело 1.547 становника, што је 42 (2,8%) становника више него 2000. године.
| Група             | 2000.         | 2010.         |
| Белци             | 1.328 (88,2%) | 1.302 (84,2%) |
| Афроамериканци    | 11 (0,7%)     | 9 (0,6%)      |
| Азијати           | 3 (0,2%)      | 10 (0,6%)     |
| Хиспаноамериканци | 133 (8,8%)    | 190 (12,3%)   |
| Укупно            | 1.505         | 1.547         |